# Zaha Hadid
Zaha Mohammad Hadid, DBE (árabe: زها حديد; Bagdá, 31 de outubro de 1950 – Miami, 31 de março de 2016) foi uma arquiteta e designer iraquiano-britânica, reconhecida com uma das maiores arquitetas do final do século XX e começo do século XXI.
Natural do Iraque, Hadid se formou em matemática, depois se formando em arquitetura, na Inglaterra, em 1972. Em busca de um sistema alternativo ao desenho arquitetônico tradicional e influenciada pelo suprematismo e pela vanguarda russa, Hadid adotou a pintura como ferramenta de design e abstração como seu princípio para "reinvestigar os experimentos falhos e não testados do Modernismo (...) a fim de revelar novos campos de construção".
Descrita pelo The Guardian como a "rainha das curvas", que "liberou a geometria arquitetônica, dando-lhe toda uma nova identidade expressiva", Hadid projetou construções em vários lugares do mundo. Alguns de seus trabalhos mais famosos incluem o Centro Aquático de Londres para as Olimpíadas de 2012; o Eli and Edythe Broad Art Museum, em Roma; e a Guangzhou Opera House, na China.
Alguns de seus prêmios foram entregues postumamente, incluindo a estatueta do Brit Awards de 2017. Vários de seus edifícios ainda estavam em construção quando Hadid morreu, como o Aeroporto Internacional de Pequim-Daxing, em Pequim e o Estádio Al Janoub, no Catar, para a Copa do Mundo FIFA de 2022.
Hadid foi a primeira mulher e a primeira pessoa árabe a receber o Prêmio Pritzker, em 2004. Em 2010 e em 2011, ela recebeu um dos mais prestigiados prêmios de arquitetura do Reino Unido, o Prêmio Stirling. Em 2012, foi nomeada Dama do Ordem do Império Britânico pela rainha Elizabeth II, por seus serviços prestados à arquitetura e em fevereiro de 2016, um mês antes de sua morte, ela se tornou a primeira mulher a ganhar individualmente a Medalha de Ouro do Royal Institute of British Architects.
Hadid integrou a lista da Forbes como uma das “Mulheres Mais Poderosas do Mundo“, e também foi nomeada como uma “Artista da Paz” pela Unesco. Em 2010, Zaha Hadid também foi considerada como a maior pensadora do mundo pela revista TIME.

## Biografia
Hadid nasceu em Bagdá, no então Reino do Iraque, em 1950, em uma família de classe média. Seu pai, Muhammad al-Hajj Husayn Hadid, era um rico industrial de Mossul e um dos co-fundadores do grupo liberal de esquerda Ahali, em 1932, uma organização política influente entre os anos 1930 e 1940. Ele tambémf foi um dos co-fundadores do Partido Nacional Democrata do Iraque, em 1946 e foi ministro da fazenda depois da abolição da monarquia, em 1958, depois que um golpe de estado que colocou no poder o general Abd al-Karim Qasim. Sua mãe era Wajiha al-Sabunji, uma artista plástica de Mosul. Zaha tinha mais dois irmãos: Haytham Hadid e o escritor, contador e especialista em assuntos árabes Foulath Hadid.
Hadid mencionou uma vez em uma entrevista como suas viagens de infância às antigas cidades sumérias no sul do Iraque despertaram seu interesse pela arquitetura. Na década de 1960, Hadid frequentou internatos na Inglaterra e na Suíça.
Hadid estudou matemática na Universidade Americana de Beirute antes de se mudar em 1972 para Londres, onde estudou na Architectural Association School of Architecture. Lá ela estudou com Rem Koolhaas, Elia Zenghelis e Bernard Tschumi. Seu ex-professor, Koolhaas, a descreveu na formatura como "um planeta em sua própria órbita".
Zenghelis a descreveu como a aluna mais notável para quem ele já lecionou. "Nós a chamamos de inventora dos 89 graus. Nada nunca esteve a 90 graus. Tinha uma visão espetacular. Todos os prédios explodiam em pedacinhos." Ele lembrou que ela estava menos interessada em detalhes, como escadas. "Do jeito que ela desenhava uma escada, você batia a cabeça contra o teto, e o espaço diminuía e diminuía, e você acabaria no canto superior do teto. Ela não se importava com pequenos detalhes. Sua mente estava nas imagens mais amplas - quando se tratava de marcenaria, ela sabia que poderíamos consertar isso mais tarde. Ela estava certa.' Sua tese de conclusão de curso, Malevich's Tektonik, foi um conceito e um design para um hotel de 14 andares na ponte Hungerford, em Londres, feito com tinta acrílica, inspirado nos trabalhos do suprematismo russo do artista Kazimir Malevich.
Depois de se formar em 1977, começou a trabalhar com seus antigos professores, Koolhaas e Zenghelis, no Office for Metropolitan Architecture, em Rotterdam. Por sua associação com Koolhaas, ela conheceu o engenheiro Peter Rice, que lhe deu apoio e incentivo durante os primeiros estágios de sua carreira. Depois de se naturalizar cidadã britânica, Hadid abriu seu próprio escritório de arquitetura, Zaha Hadid Architects, em Londres, em 1980. No começo dos anos 1980, Hadid apresentou ao público um novo estilo de arquitetura moderna por meio de seus esboços extremamente detalhados e profissionais. Na época, as pessoas estavam focadas em projetos pós-modernos, então seus projetos eram uma abordagem diferente da arquitetura que a diferenciava de outros designers.
Hadid lecionou arquitetura em diversas faculdades. Começou na Architectural Association, depois lecionando na Universidade Harvard, Universidade de Cambridge, Universidade de Chicago, Universidade de Belas Artes de Hamburgo e na Universidade Columbia. Ela ganhou sua reputação inicial com suas palestras e projetos e projetos iniciais coloridos e radicais, que foram amplamente publicados em revistas de arquitetura, mas permaneceram em grande parte não construídos. Seus projetos ambiciosos, mas não construídos, incluíam um plano para o Peak Club em Hong Kong (1983) e um projeto para uma casa de ópera em Cardiff, no País de Gales (1994). A experiência de Cardiff foi particularmente desanimadora; seu projeto foi escolhido como o melhor pelo júri do concurso, mas o governo galês se recusou a pagar por ele, e a encomenda foi dada a um arquiteto diferente e menos ambicioso.
Sua reputação neste período baseou-se em grande parte em seu ensino e nas pinturas imaginativas e coloridas que fez de projetos seus para edifícios. Sua reputação internacional foi reforçada em 1988, quando foi escolhida para mostrar seus desenhos e pinturas como um dos sete arquitetos escolhidos para participar da exposição "Deconstructivism in Architecture", com a curadoria de Philip Johnson e Mark Wigley, no Museu de Arte Moderna de Nova York. Este evento, mais uma conferência na Tate em Londres e a cobertura da imprensa de seu trabalho, começaram não apenas a divulgar seu nome no mundo da arquitetura, mas permitiram que as pessoas associassem um estilo particular de arquitetura a Hadid.

### Processo
Arquiteta do Estádio Al Janoub, no Catar, para a Copa do Mundo de 2022, Hadid foi acusada pela The New York Review of Books de dar uma entrevista onde teria mostrado pouca preocupação com as mortes de trabalhadores imigrantes envolvidos na construção do projeto. Em agosto de 2014, Hadid processou a revista por difamação e ganhou. Logo em seguida, o revisor e o autor do artigo no qual ela foi acusada de não demonstrar preocupação emitiram uma retratação que dizia:
| “ | (...) o trabalho no estádio ainda não tinha começado dois meses antes de a Sra. Hadid fazer estes comentários; a construção está programada para começar depois de 2015... Não houve mortes de trabalhadores no projeto do estádio e os comentários da Sra. Hadid que mencionei na matéria não têm nada a ver com a construçãod o estádio ou com qualquer um de seus projetos. Lamentos pelo erro. | ” |

## Morte

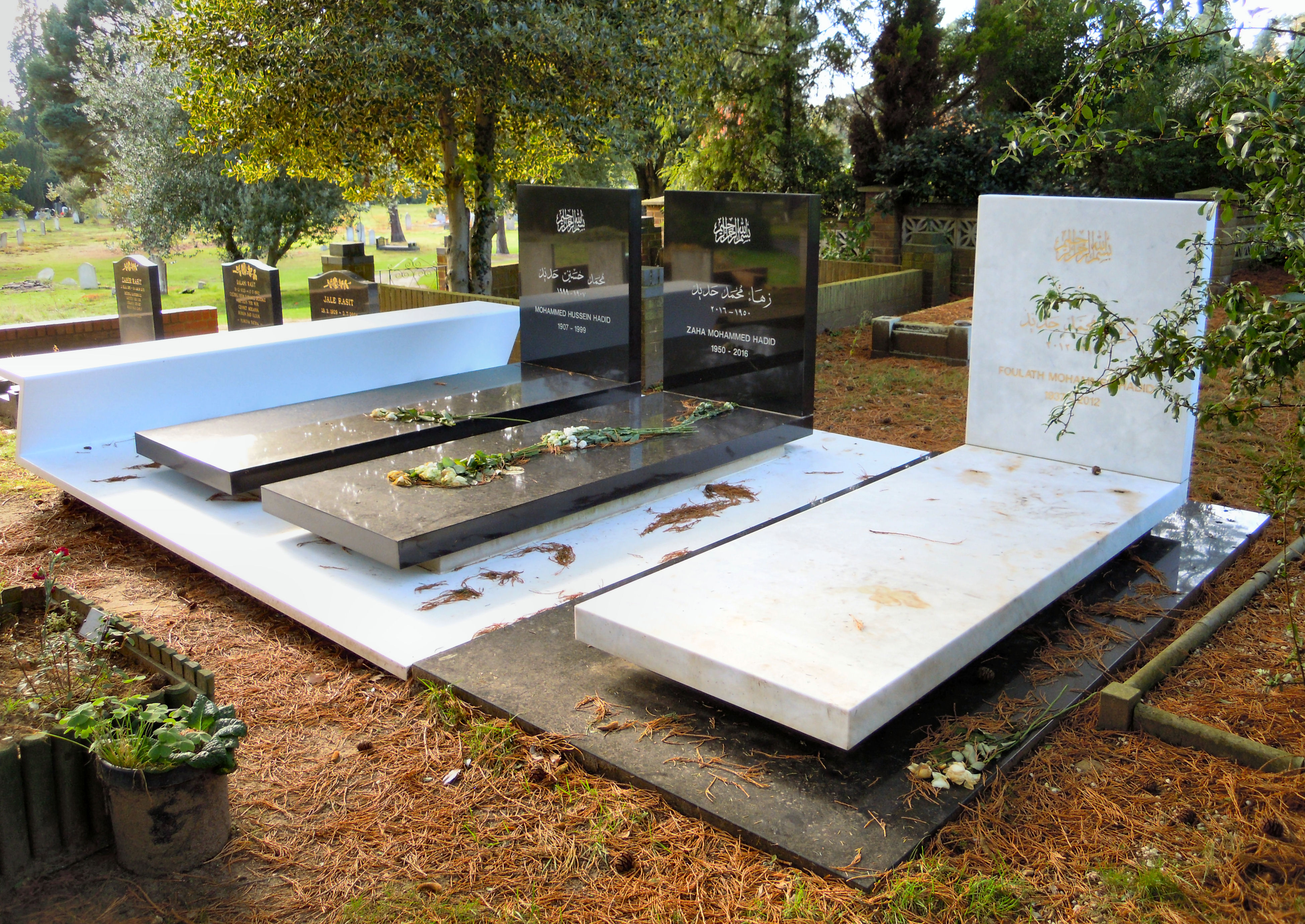
Túmulo de Zaha Hadid (centro) no Cemitério Brookwood

Hadid morreu em 31 de março de 2016, aos 65 anos devido a um infarto, no Centro Médico Mount Sinai de Miami, na Flórida, onde estava internada para tratar uma bronquite. Ela foi sepultada no Cemitério Brookwood, na Inglaterra, ao lado do irmão, Foulath, e de seu pai, Mohammed Hadid.
Solteira e sem filhos, Hadid deixou em seu testamento, 67 milhões de libras e legou várias quantias para seu sócio e familiares. Seus negócios internacionais de design, que representavam a maior parte de sua riqueza, foram deixados sob custódia em um fundo.

## Obras importantes
Grande parte da obra de Zaha Hadid é conceitual. Entre seus projetos executados estão:
- Vitra Fire Station (1993), Weil am Rhein, Alemanha
- Centro Rosenthal de Arte Contemporânea (1998), Cincinnati, Ohio, EUA
- Terminal Hoenheim-North & estacionamento (2001), Estrasburgo, França
- Bergisel Ski Jump (2002), Innsbruck, Áustria
- Centro Aquático de Londres (2011), Londres, Inglaterra

## Trabalhos

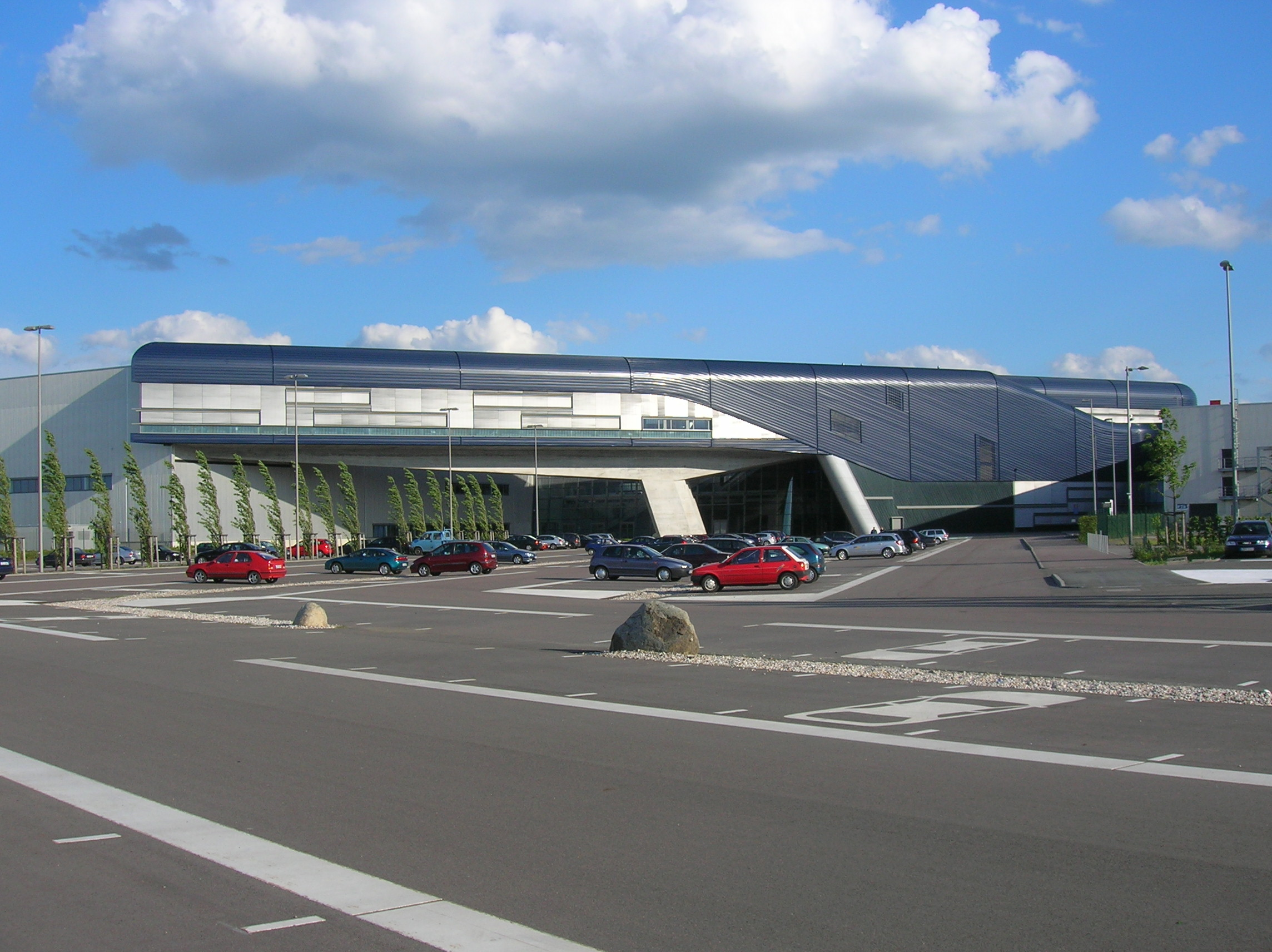
Edifício da BMW, Leipzig,
 Alemanha.
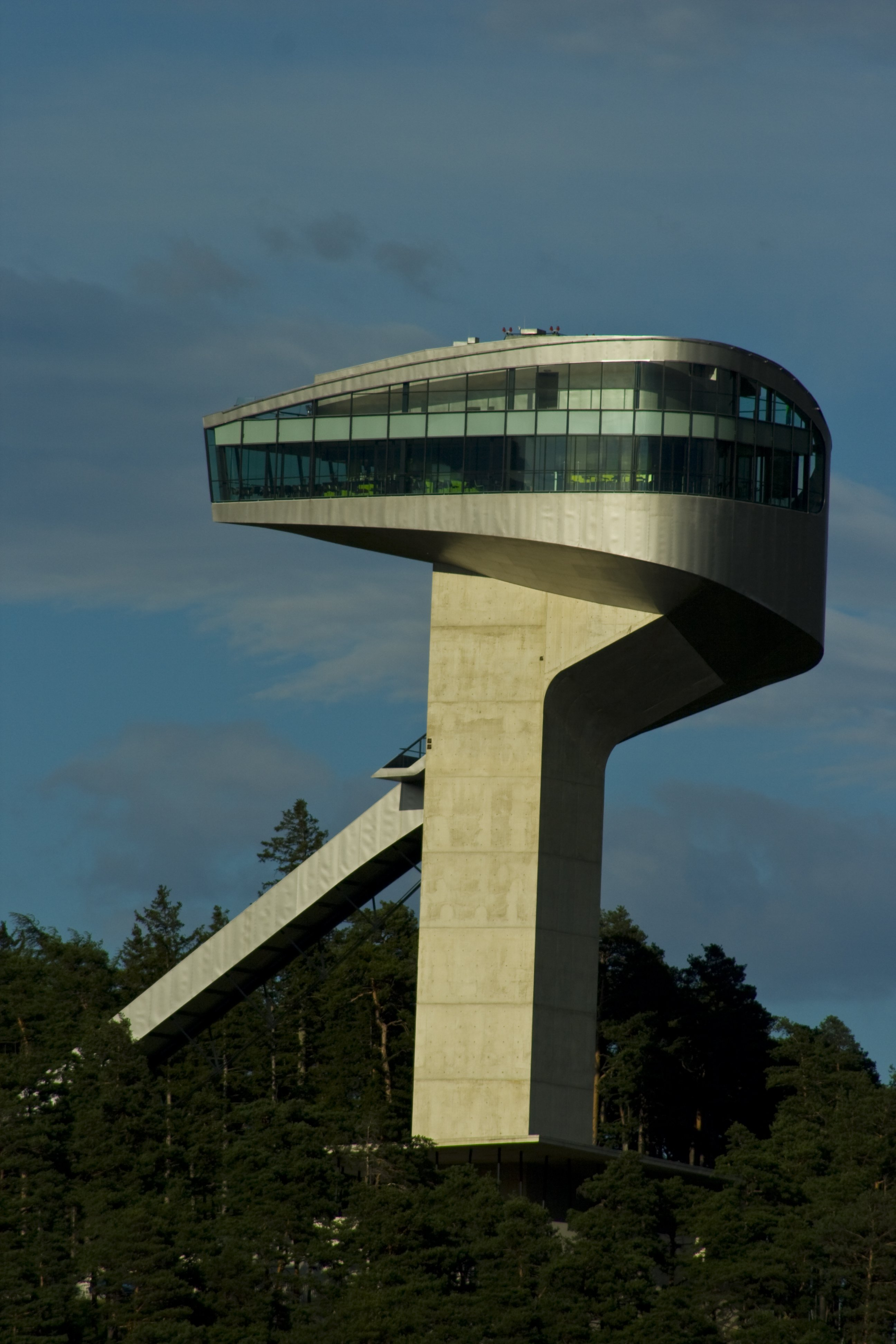
Trampolim para salto de esqui, Innsbruck, Áustria.
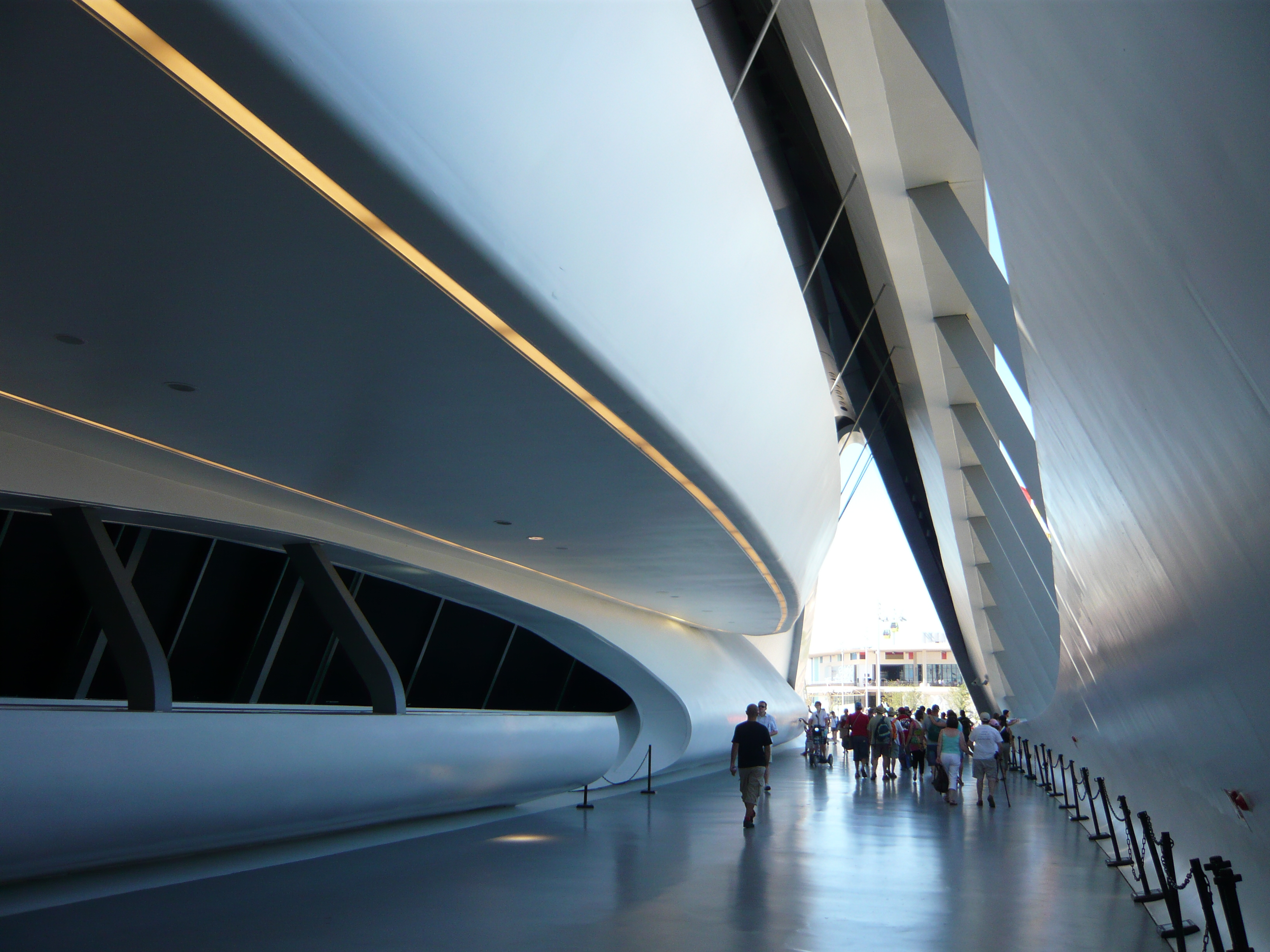
Pavilhão Ponte da Exposição Internacional de Zaragoza 2008, Espanha.
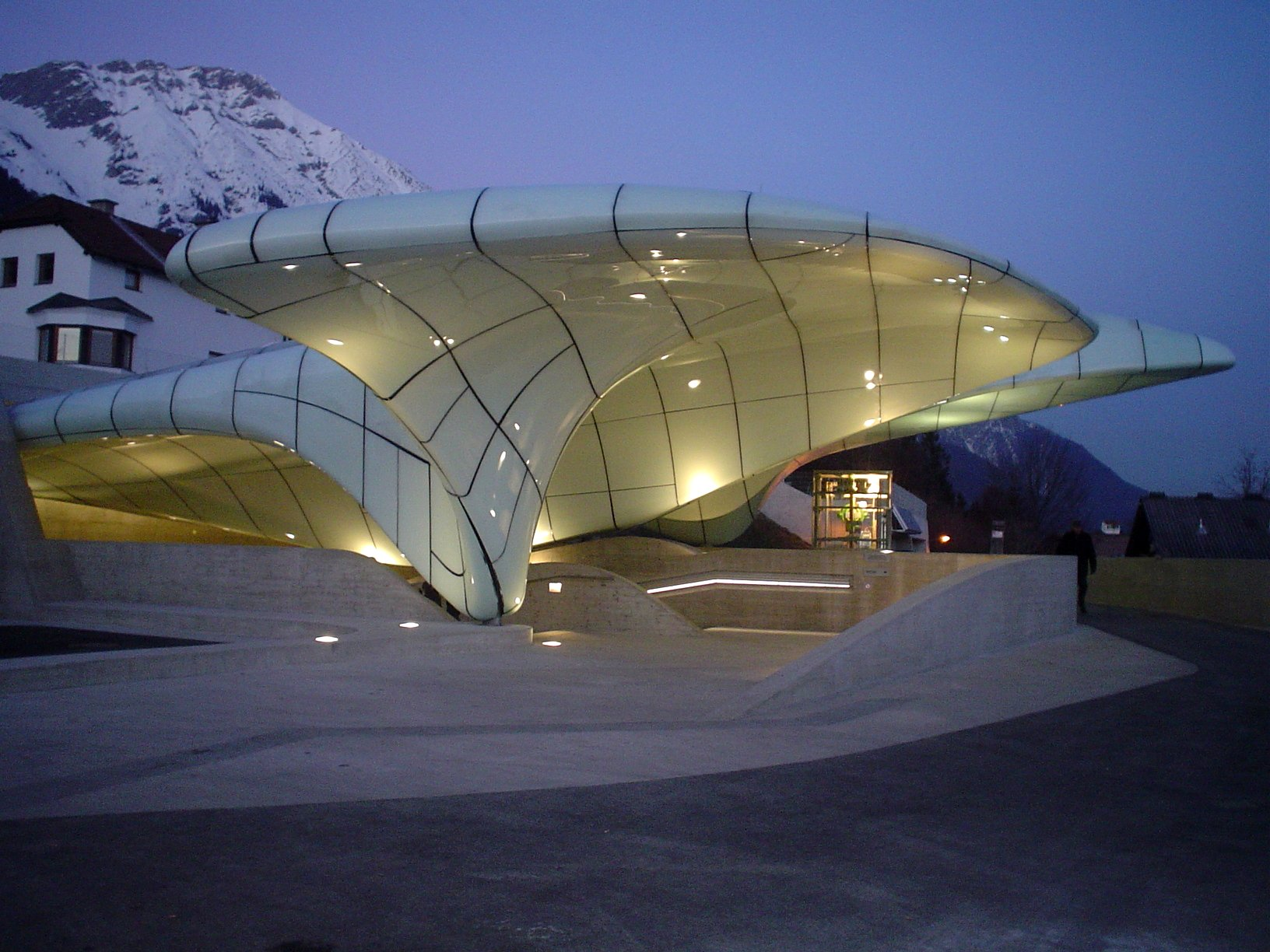
Estação funicular de Hungerburgbahn, Innsbruck, Áustria
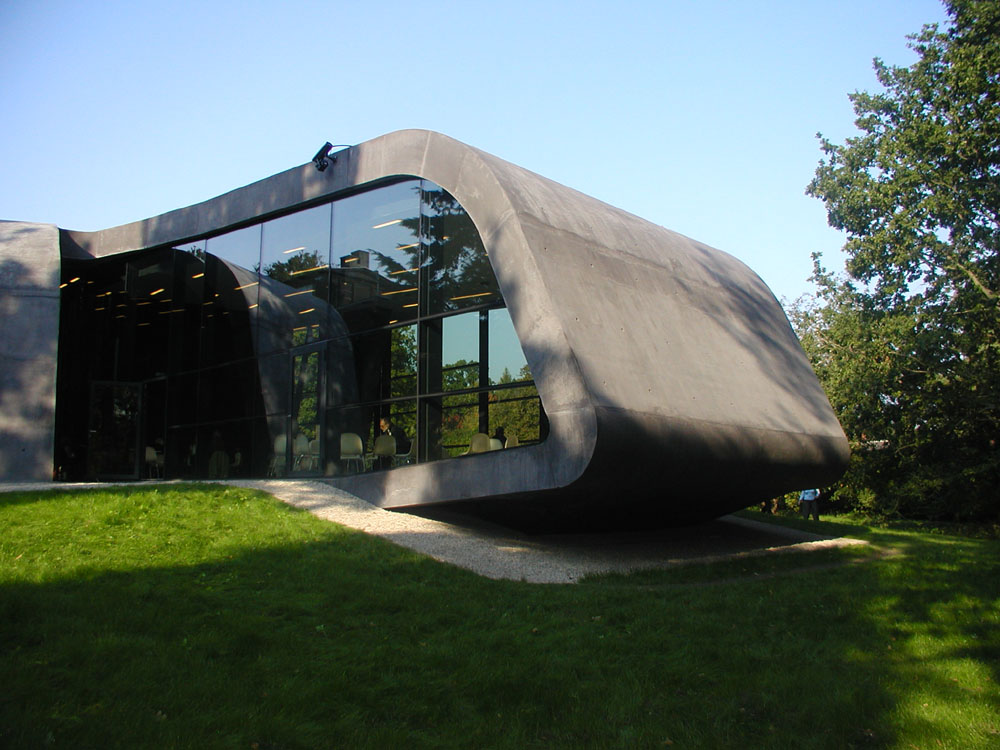
Extensão do Museu de Arte Ordrupgaard, Copenhague, Dinamarca.
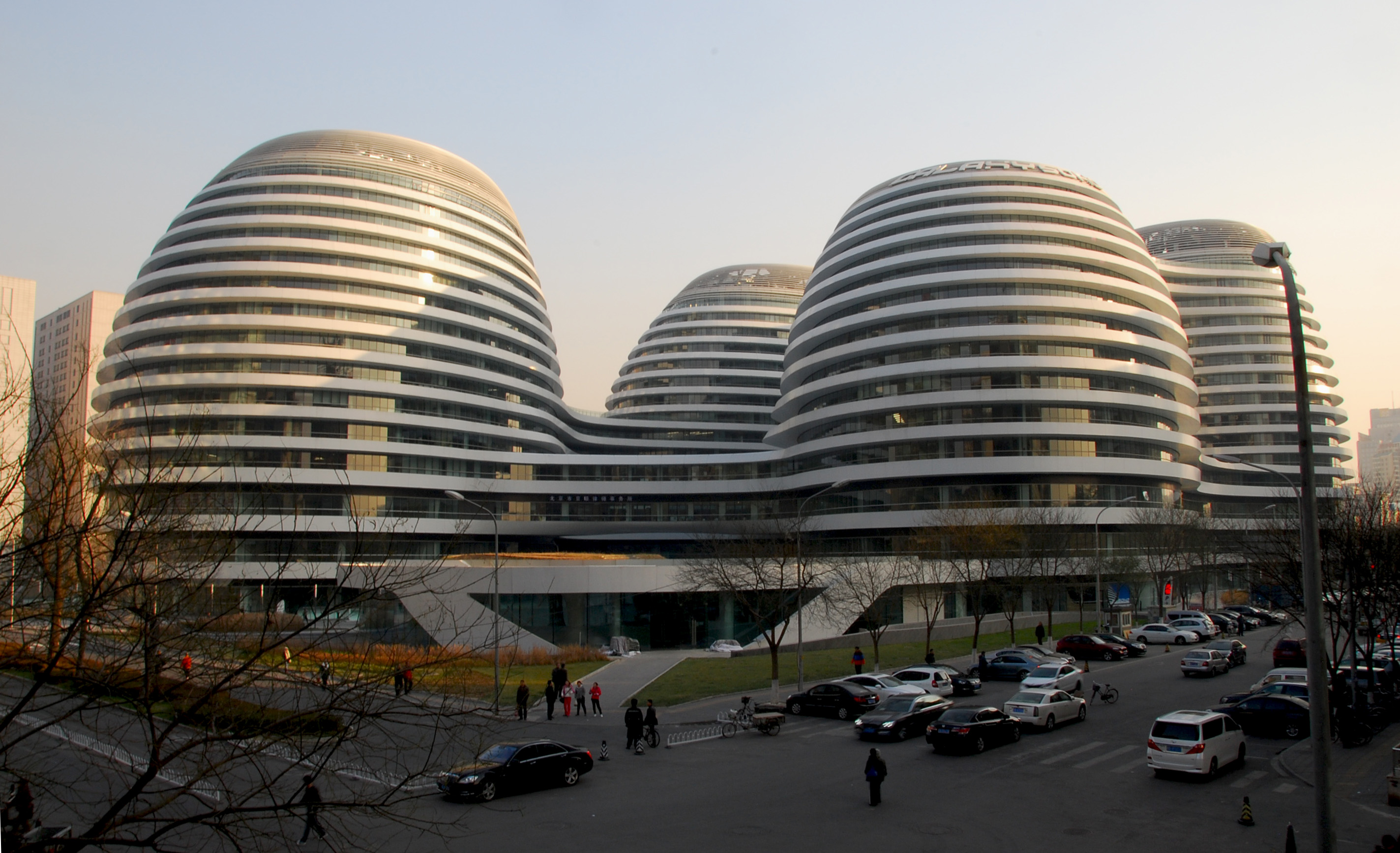
Galaxy Soho, Pequim, China.
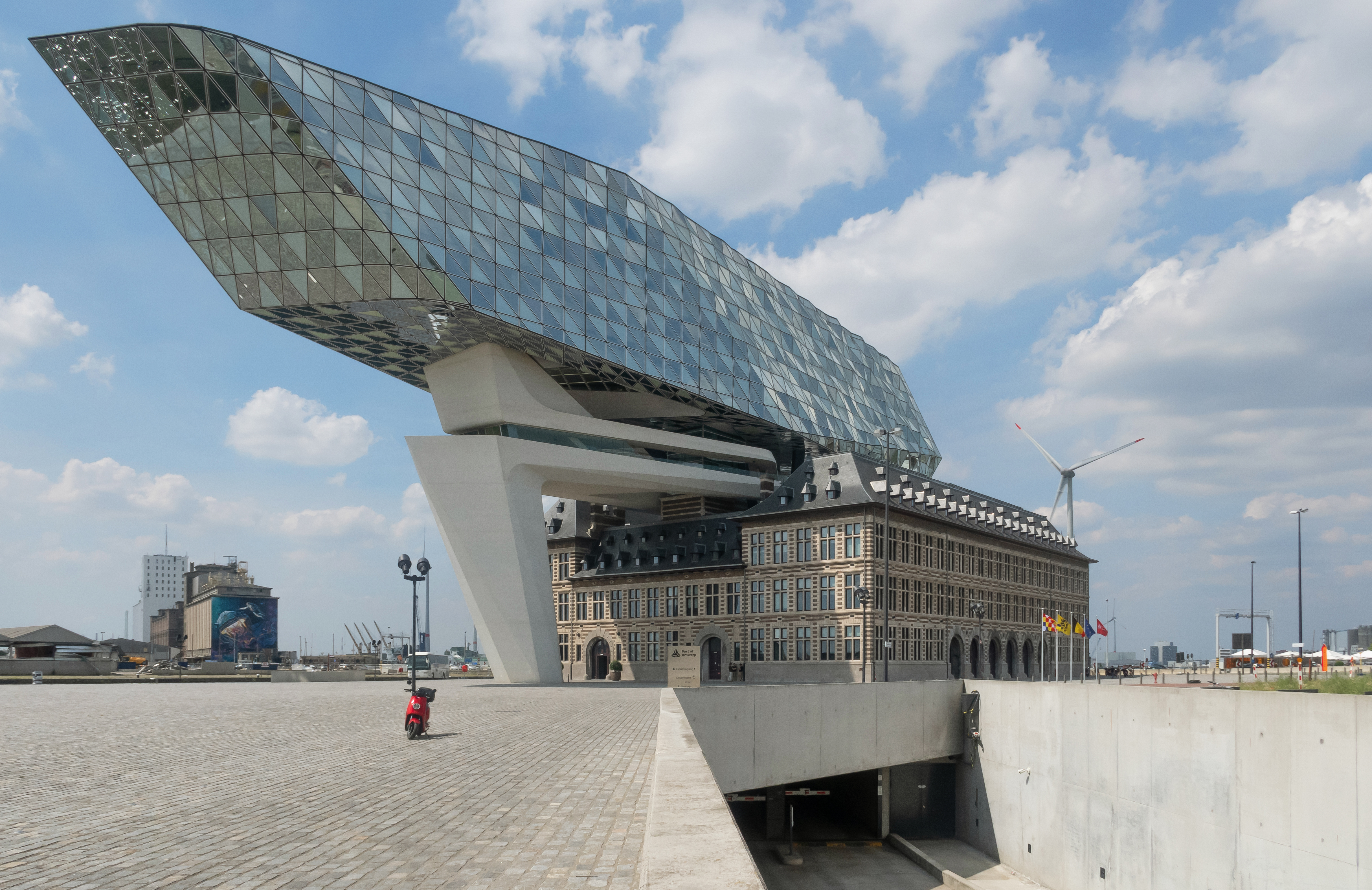
"Casa do Porto", Sede Administrativa do Porto da Antuérpia,
 Bélgica.